# Театральный Октябрь
«Театральный Октябрь» — программа реформирования театрального дела в послереволюционной России, политизации театра на основе завоеваний Октября, выдвинутая Всеволодом Эмильевичем Мейерхольдом в 1920 году.

Вс. Мейерхольд – «вождь» Театрального Октября

## Предыстория
У программы «Театральный Октябрь» была короткая, но бурная предыстория. Её автор, Всеволод Мейерхольд встретил Октябрьскую социалистическую революцию режиссёром петроградских академических, бывших императорских театров — Александринского и Мариинского. Воодушевлённый событиями и лозунгами новой власти, он принял её сразу и безоговорочно. Уже 5 ноября 1917 года в Мариинском театре на собрании объявивших забастовку актёров академических театров Мейерхольд горячо приветствовал свободу искусства во всём мире и призвал собравшихся к сотрудничеству с новой властью (9 ноября забастовка прекратилась и в театрах возобновилась творческая жизнь). С января 1918 года он работал заведующим одного из подотделов петроградского Театрального отдела (ТЕО) Наркомпроса, с 21 июня заведовал открывшимися при ТЕО Курсами мастерства сценических постановок (Курмасцеп), на которых преподавал сценоведение и режиссуру для молодых художников и режиссёров. Мейерхольд первым из видных деятелей культуры в августе 1918 года вступил в ВКП(б), почти одновременно оставил работу в академических театрах, а к первой годовщине Октября, преодолев многие организационные сложности, за месяц репетиций осуществил постановку первой советской комедии «Мистерии-буфф» Маяковского — «героического, эпического и сатирического изображения нашей эпохи». Труппу собрали, дав объявление в газете, для художественного оформления постановки Мейерхольд привлёк Казимира Малевича. Премьера состоялась 7 ноября 1918 года в предоставленном всего на три дня помещении Петроградской консерватории, которое занимал Театр музыкальной драмы. Говоря о значении спектакля как предвестника будущих постановок, А. И. Пиотровский писал в 1926 году: «Бесспорно влияние „Мистерии—Буфф“ на позднейшую эволюцию „Театрального Октября“».
«Вся активнейшая театральная деятельность Мейерхольда — и организационная, и собственно режиссёрская — была в годы Октября и Гражданской войны решительно направлена в русло политической агитации», — пишет автор ряда монографий о творчестве Мейерхольда К. Л. Рудницкий.
В 1919—1920 годах в деятельности Мейерхольда по формированию программы произошёл короткий вынужденный перерыв. В мае 1919 года он отправился для лечения из голодного Петербурга в Ялту, вскоре бежал от захвативших Крым деникинцев в Новороссийск, там был «опознан» как большевик и провёл полгода в новороссийской тюрьме под угрозой расстрела. После освобождения города красными частями с марта до августа 1920 года работал в отделе народного образования Новороссийска, между делом поставил (уже в четвёртый раз) «Нору» Г. Ибсена в Театре имени В. И. Ленина и при первой же возможности вернулся в Москву.

## Театральный отдел Наркомпроса
Сразу же по возвращении, 16 сентября 1920 года приказом народного комиссара по просвещению А. В. Луначарского Мейерхольд был назначен заведующим ТЕО Наркомпроса вместо В. Р. Менжинской, не имеющей прямого отношения к театральному искусству и, тем более, какой-либо программы его реформирования.  «А пока отдел заедала повседневная текучка, заседательская суетня, он понемногу превращался в бюрократическое ведомство, его деятели – в служащих». Луначарский был уверен, что именно Мейерхольд, выдающийся театральный режиссёр, уже доказавший постановкой «Мистерии-Буфф» свою решимость строить новый революционный театр и, что немаловажно, член большевистской партии, сумеет придать деятельности ТЕО необходимый импульс. Должность давала ему право на руководство сетью российских театров за исключением академических, образовавших за год до этого так называемую «Ассоциацию академических театров» и подчинявшихся непосредственно Луначарскому: Большого, Малого и Художественного в Москве, Мариинского, Александринского и Михайловского в Петрограде. Позднее в Ассоциацию вошли и несколько других московских театров — студии МХАТ, Камерный театр Таирова, Московский театр для детей под руководством Н. Сац. Полученные Мейерхольдом большие административные права позволили ему вплотную приступить к практическому воплощению задач, стоящих, по его представлениям, перед театрами в послереволюционный период.

## Рождение «Театрального Октября»
11 октября 1920 года Мейерхольд выступил с докладом перед сотрудниками ТЕО, в котором изложил программу реорганизации отдела и задачи российского театра. В программе, название которой — «Театральный Октябрь», — предложил театральный критик и публицист, убеждённый «мейерхольдовец» В. И. Блюм и которое сразу же принял Мейерхольд, провозглашались необходимость революционного переворота в театральном искусстве подобно Великой Октябрьской революции 1917 года, пересмотра и переоценки всех достижений «старой» театральной культуры, «политизации» театра с оперативным откликом на происходящие в стране события, широкого использования площадных, митинговых, агитационных форм, рассчитанных на нового массового зрителя. Противопоставляя прежним профессиональным театрам новые самодеятельные — рабочие, колхозные, красноармейские, Мейерхольд, по крайней мере на словах, призывал к ликвидации первых, не исключая и «отсталых» академических. Так, выступая на Первой Всероссийской конференции заведующих подотделами искусств в декабре 1920 года, он прямо заявил: «На тех театрах, которые теперь функционируют, надо повесить замок». Даже внешний облик Мейерхольда в те годы подчёркивал его революционные настроения — он носил полувоенный френч, брюки-галифе, сапоги и фуражку с красной звездой. Лишь красный шарф вокруг шеи и неизменная «бабочка» напоминали о его принадлежности к миру искусства.

## «Левые» сторонники «Театрального Октября»
Сторонниками провозглашённой программы выступали идеологи «футуризма» — художники, поэты, театральные деятели. Пропагандируя упрощённые, «близкие к народу» формы искусства, рассчитанные прежде всего на массового зрителя, они отрицали, как ненужные, прежние художественные формы. «Взорвать, стереть их с лица земли» призывал один из апологетов авангардных течений в живописи Н. Н. Пунин, заведующий Петроградским отделом изобразительных искусств Наркомпроса и главный редактор газеты «Искусство коммуны».
Поддерживали программу и пролеткультовцы, утверждавшие, что профессиональные театры больше не нужны — «пролетарии» создадут свои театры в «свободное от работы время». Собравшиеся вокруг Мейерхольда теоретики «Театрального Октября» рассчитывали на массовый площадной театр, объединяющий актёров и зрителей. Целый ряд крупных режиссёров, актёров поддерживали «Театральный Октябрь» постановками массовых театрализованных зрелищ в Петрограде и других городах: Ю. П. Анненков, Н. Н. Евреинов, С. Э. Радлов, Н. В. Петров, Н. П. Охлопков. Сам Мейерхольд к многотысячным мероприятиям относился скептически и в постановках такого рода непосредственного участия не принимал.

## Журнал «Вестник театра»
Глашатаем и пропагандистом идей «Театрального Октября» стал печатный орган ТЕО — журнал «Вестник театра» (редактор — В. И. Блюм), непримиримость которого была вполне адекватна бойцовскому характеру Мейерхольда, фактического редактора и автора многих резких публикаций. «Они вносили страстность борьбы» (из выступления театрального критика М. Б. Загорского, зав. редакцией «Вестника театра»). Поддерживая стремления Мейерхольда к созданию нового «революционного» искусства, Луначарский открыто выражал несогласие с его отношением к академическим театрам. В статье «Моим оппонентам» в декабрьском номере «Вестника театра» за 1920 год он писал: «Я могу поручить т. Мейерхольду разрушение старого, плохого и создание нового хорошего. Но сохранение старого хорошего, притом живого и могущего по-своему развиваться в революционной атмосфере, я ему поручить не могу.... И когда теперь происходит маленький театральный октябрь, то, конечно, было бы смешно сдать ему эти ценности, не без большого труда сохранённые во время гигантских бурь Октября настоящего».
Мейерхольд, больно задетый  не столько словами об академических театрах, сколько написанию «маленький театральный октябрь», ответил в том же номере журнала статьёй «J’ACCUSE!» («Я обвиняю!» (франц.) — название известного памфлета Эмиля Золя), закончив её словами: «Направляя стрелы в своих оппонентов, нарком ранил и меня, назвав Театральный Октябрь «малюсеньким». И всё же я остаюсь в строю со знаменем в руках и, окружённый достаточно сильной армией своих единомышленников и учеников, не опущу оружия — до полной победы.
Да здравствует, трижды да здравствует великий Театральный Октябрь!.
В атаку, дорогие товарищи! И Луначарский с нами!».
27 января 1921 года в передовой статье «Вестника» под характерным заголовком «Гражданская война в театре» по отношению к театрам, не принявшим программу «Театрального Октября», использовались выражения «классовые враги», «буржуазный театр — истинная театральная контрреволюция», «гнёзда реакции», «театральный фронт» и т. п.
8 февраля 1921 года вместо передовой статьи журнал опубликовал «Лозунги Октября искусств»:
Октябрь искусств - преодоление гипноза мнимых традиций, прикрывающих собой неприятие новых форм, вредную косность, а зачастую вражду к принципам коммунистического строительства.
Октябрь искусств – борьба с шаблонной узкопросветительной тенденцией, которая насильственно втягивает пролетариат в плен феодальной, крепостнической и буржуазной идеологий.
Октябрь искусств – устанавливает подлинно марксистский подход к искусству в области его производственных отношений.
Октябрь искусств – это искание форм для вулканирующего содержания современности.
Да здравствует Великий Октябрь искусств!

## На посту заведующего ТЕО
Радикальные взгляды заведующего ТЕО по-прежнему не могли влиять на судьбу театров, входящих в Ассоциацию академических театров, поскольку их структура, деятельность и материальное положение законодательно охранялись «Декретом об объединении театрального дела», подписанным В. И. Лениным и А. В. Луначарским 26 августа 1919 года. Организационно-реформаторская деятельность Мейерхольда была направлена, главным образом, на московские театры, не имевшие статуса академических. Он начал с плана создания в стране 350 революционных «Театров РСФСР», пронумерованных от 1-го и далее. Первый номер получил, естественно, театр под руководством самого Мейерхольда —- «Театр РСФСР-1». Под номером 2 числился бывший Незлобинский, под номером 3 — бывший Театр Корша, под номером 4 — бывшая «Маленькая студия» Ф. И. Шаляпина. Продолжения эта инициатива не получила.
Мейерхольд попытался предпринять и ряд других решительных шагов по реорганизации театральной жизни. В каждом московском театре учреждалась военная комендатура, распоряжениям которой должен был подчиняться служебный персонал (ввиду полной абсурдности приказ через день был отменён). Он предложил считать мобилизованными всех театральных работников и из центра, где актёров и режиссёров «слишком много», направлять их в провинцию. Заодно предложил отобрать у академических театров часть реквизита в пользу тех же провинциальных театров. Он приказал заменить билеты в театры пропусками-жетонами и раздавать их бесплатно рабочим и военнослужащим. Некоторые инициативы Мейерхольда Луначарский, придерживающийся умеренных взглядов на театральные реформы, отменял, другие отмирали сами собой (такие, например, как постройка Дома Театров или создание театра «международного пролеткульта»).
Бурная деятельность Мейерхольда на посту заведующего ТЕО оказалась недолгой: в феврале 1921 года при очередной реорганизации Отдела он был освобождён от должности заведующего. Позже А. В. Луначарский так отозвался о первых шагах Мейерхольда на посту заведующего ТЕО и причинах его отставки: "Увлекающийся Всеволод Эмильевич немедленно сел на боевого коня футуристического типа и повёл сторонников «Октября в театре» на штурм «контрреволюционных» твердынь академизма. При всей моей любви к Мейерхольду мне пришлось расстаться с ним, так как такая односторонняя политика резко противоречила не только моим воззрениям, но и воззрениям партии. В полном согласии с Коллегией Наркомпроса и директивами партии мне пришлось признать крайнюю линию Мейерхольда неприемлемой с точки зрения государственно-административной.

## Театр РСФСР-1
Не имея более возможности административно влиять на театры страны, Мейерхольд сосредоточился на непосредственном сценическом воплощении идей «Театрального Октября» в Театре РСФСР-1, созданном им в Москве осенью 1920 года, под который он получил обветшалое неотапливаемое здание бывшего Театра Зона (Зон Игнатий Сергеевич, антрепренёр, владелец театра) на Триумфальной площади. В состав Театра РСФСР-1 вошли: Вольный театр Б. Неволина и актёры расформированных московских трупп — Нового театра Художественно-просветительного союза рабочих организаций (ХПСРО) под руководством В. М. Бебутова и Государственного показательного театра под управлением М. Ф. Ленина. Основу труппы составили молодые талантливые М. Бабанова, В. Зайчиков, М. Жаров, И. Ильинский.
Программными спектаклями «Театрального Октября» на сцене Театра РСФСР-1 стали «героическая драма» Э. Верхарна «Зори» и «революционная буффонада» В. Маяковского «Мистерия-буфф» (вторая редакция).

## «Зори» — спектакль-митинг

Премьера драмы «Зори» бельгийского поэта и драматурга Эмиля Верхарна состоялась в Театре РСФСР-1 в третью годовщину Октября, 7 ноября 1920 года (постановка В. Э. Мейерхольда и В. М. Бебутова, художник В. В. Дмитриев).
Выбор Мейерхольдом этой символистской пьесы-утопии с героико-торжественными мотивами, написанной в 1898 году, и почти сразу же запрещённой к показу на русской сцене, был не случаен. Пьеса казалась ему близкой по содержанию идеям Октябрьской революции: город вымышленной страны осаждён неприятелем, но солдаты направляют оружие против своих командиров, а граждане восстают против своих правителей. В результате единения солдат и народа война между враждующими странами перерастала в народное восстание. Постановщики внесли в пьесу многочисленные изменения вплоть до исполнения «Интернационала», приблизив её к «текущему моменту». Актёры не пользовались париками и гримом, а находящиеся в зале под видом зрителей их товарищи своей активной реакцией на происходящее на сцене поддерживали атмосферу «революционного митинга». Мейерхольд использовал нетрадиционные приёмы и средства показа — перенос действия со сцены в зал и обратно, непосредственное обращение к зрителям с публицистическими, злободневными материалами. Так, например, во время одного из ноябрьских представлений «Зорь» со сцены было прочитано сообщение о взятии Красной Армией Перекопа, и спектакль пришлось прервать из-за бурной реакции зала. С балконов разбрасывались листовки с революционными лозунгами-призывами. Подчёркнуто примитивные декорации, одноцветные холщёвые костюмы актёров — всё было рассчитано на заполнявшую в те годы зал неискушённую в своём большинстве в искусстве публику. Это был последний спектакль Мейерхольда, который шёл с занавесом. Во всех последующих постановках уже ничто не разделяло сцену и зрительный зал. Как и всё новое, непривычное, спектакль воспринимался неоднозначно. О постановке «Зорь» П. М. Керженцев писал, что она выполнена «с чрезвычайной простотой технических приёмов, с большим остроумием и редкой для наших театров смелостью, является одним из наиболее значительных фактов театральной жизни за последние годы». Маяковский назвал «Зори» «первой революционной тенденцией в театре». С другой стороны, Н. К. Крупская, в те годы председатель Главполитпросвета при Наркомпросе, расценила спектакль Мейерхольда как «неудачный эксперимент».
Горячие обсуждения-диспуты проводились в Театре РСФСР-1 еженедельно — это были так называемые "Понедельники «Зорь».
Вместе с гражданской войной постепенно затихали «митинговые страсти». Выступая на диспуте о постановке «Зорь»  в Театре РСФСР-1  22 ноября 1920 года,  Луначарский оценил спектакль как «действительно реальный, настоящий шаг вперёд», но в то же время подверг сомнению необходимость в дальнейшем «спектаклей-митингов». «Вероятно, — говорил он, — в России мало людей, которые так часто митингуют, как я, — а я считаюсь знатоком и мастером этого дела… И я скажу: митинг надоел настолько, что тащить его на сцену не нужно!».

## «Мистерия-буфф» — революционная буффонада
Победные настроения требовали выхода в иных художественных формах, и поэтому вторая, переработанная редакция «Мистерии-буфф» была сразу же принята театром к постановке. 

По сравнению с редакцией 1918 года Маяковский дополнил пьесу новыми сценами и персонажами на злободневные темы — борьба с разрухой и спекуляцией, электрификация, международная обстановка. Работа над спектаклем ещё на стадии репетиций сопровождалась резкой критикой противников постановки. Группа литераторов (в их числе был А. С Серафимович) обратилась с письмом в ЦК РКП(б), утверждая, что пьеса непонятна народу и возражая против её постановки. 30 января в театре прошёл открытый диспут на тему: «Надо ли ставить „Мистерию-буфф“?». Премьера «Мистерии-буфф» состоялась 1 мая 1921 года (постановка Мейерхольда и Бебутова). Оформление спектакля было решено в духе «конструктивизма», к которому Мейерхольд неоднократно прибегал и в дальнейшем. Вместо декораций на сцене, объединённой со зрительным залом, была выстроена конструкция из лестниц, мостков и площадок с полусферой в центре с надписью «Земля». Площадка «Рая» размещалась под самым потолком в глубине сцены (скульптор А. М. Лавинский, художник В. Л. Храковский). Художник В. П. Киселёв одел «чистых» в причудливые костюмы, напоминающие картины Пикассо и сатирические плакаты «Окон РОСТА». «Нечистые» были одеты в одинаковые синие блузы, создавая обобщённый образ класса-победителя (приём, заимствованный многочисленными профессиональными и любительскими театральными коллективами, так называемыми «синеблузниками»). Использовались приёмы, заимствованные из циркового искусства — клоунада, акробатика, балаганное шутовство — направление, получившее распространение в 1910—1920 гг. («циркизация театра»). Спектакль шёл ежедневно с 1 мая до закрытия сезона 7 июля, по-прежнему сопровождаемый противоречивой критикой: одни упрекали режиссёра в отходе от принятых норм, другие говорили о «единственном революционном театре современности».
В конце июня 1921 года «Мистерия-буфф» с небольшими изменениями и в переводе на немецкий язык была поставлена А. М. Грановским (художник Н. И. Альтман) на арене московского цирка на Цветном бульваре для делегатов III Конгресса Коминтерна. В течение 1921—1923 гг. «Мистерия-буфф» в первой или второй редакциях шла в ряде городов страны.

## Закат «Театрального Октября»[25]
Несмотря на зрительский успех обеих премьер, Театр РСФСР-1 испытывал серьёзные трудности. Прежняя критика сопровождалась новыми обвинениями, и прежде всего в «нерентабельности». 28 июня газета «Коммунистический труд» назвала Театр РСФСР-1 «бездонной бочкой», в которую якобы попусту бросаются государственные деньги (Театр РСФСР-1, как и некоторые другие, частично финансировался из бюджета). 7 августа 1921 года театр открыл свой второй и последний сезон премьерой спектакля «Союз молодёжи, или Авантюра Стенсгора» по Г. Ибсену. Спектакль был решён как трагикомический маскарад с чертами сатирического и трагического гротеска. Всего лишь через месяц, 10 сентября 1921 года Театр РСФСР-1 был закрыт. Месяцем ранее по «Театральному Октябрю» был нанесён ещё один удар: закрыт его «глашатай» — журнал «Вестник театра».
Между тем гражданская война подходила к концу, теряли актуальность революционные лозунги «Театрального Октября», а его «левые» приверженцы — монополию представлять революцию в искусстве. «В сущности, — пишет Рудницкий, — ещё до того, как Луначарский решился отнять у Мейерхольда ТЕО, он (Мейерхольд) уже променял и „Театральный Октябрь“ и театральный отдел на один-единственный, зато конкретный, вполне реальный театр. <…>. Он понял, что реальным воплощением идей „Театрального Октября“ оказались только его спектакли „Зори“ и „Мистерия-Буфф“». Движение себя исчерпало, хотя его влияние ещё долго прослеживалось в режиссёрских работах как самого Мейерхольда, так и многих других деятелей театра. Театр РСФСР-1, просуществовавший всего год, стал родоначальником ряда театров под другими наименованиями, объединённых своим неизменным руководителем, режиссёром и идеологом Всеволодом Эмильевичем Мейерхольдом: «Театр актёра», «Театр ГИТИСа», «Театр Вс. Мейерхольда», переименованный в «Театр имени Мейерхольда» («ТИМ») и, наконец, «Государственный театр имени Вс. Мейерхольда» («ГосТИМ»), с ликвидацией которого 7 января 1938 года закончилась эпоха великого режиссёра-реформатора.